# Meristata quadrifasciata
Meristata quadrifasciata es una especie de insecto coleóptero de la familia Chrysomelidae.
Fue descrita científicamente en 1831 por Hope.